# Mahmudiyakanal

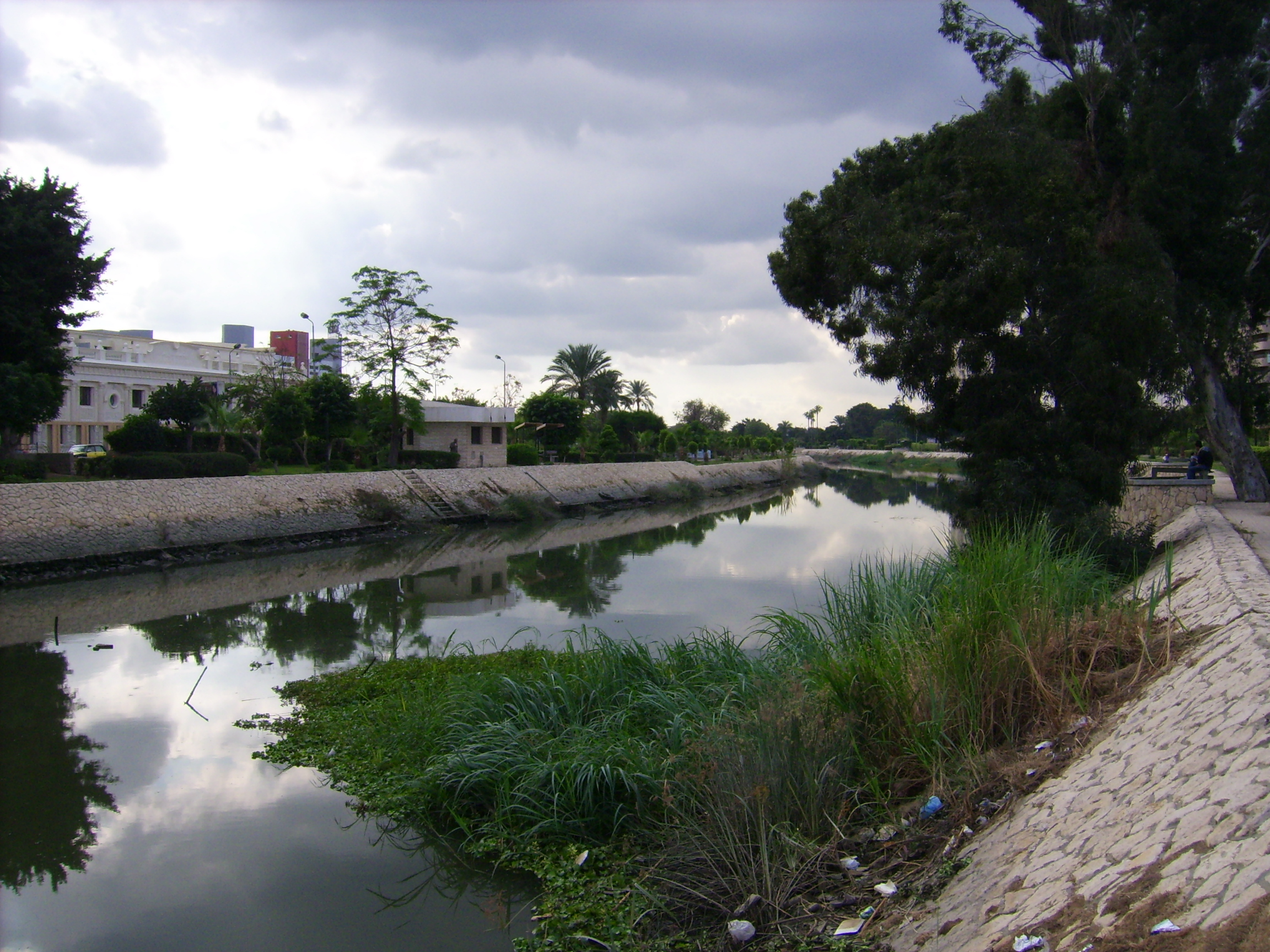
Der Mahmudiyakanal in Alexandria

Der Mahmudiyakanal (arabisch ترعة المحمودية, DMG Turʿat al-Maḥmūdiyya; griechisch: Ἀγαθὸς Δαίμων Agathos Daimon oder Μέγας ποταμός Megas potamos) ist ein 72 km (45 Meilen) langer, linksseitiger Seitenkanal des Nils in Ägypten, der am Nilhafen von Mahmudiya beginnt und durch Alexandria zum Mittelmeer führt. Er wurde ab 1817 gebaut, um Alexandria mit Lebensmitteln und Süßwasser aus dem Nil zu versorgen.